# 河原枇杷男
河原 枇杷男（かわはら びわお、1930年4月28日 - ）は、俳人。本名は田中 良人（たなか よしひと）。兵庫県宝塚市に生まれる。龍谷大学文学部卒。
1954年より永田耕衣に師事し「琴座」同人、1958年に高柳重信の「俳句評論」創刊に参加。1984年「序曲」を創刊・主宰（1989年まで）。第3回俳句評論賞、第2回鬣TATEGAMI俳句賞、第4回正岡子規国際俳句賞を受賞。また西宮市大谷記念美術館事務局長などを歴任。代表句に「野菊まで行くに四五人斃れけり」「身のなかのまつ暗がりの螢狩り」「或る闇は蟲の形をして哭けり」など。存在論的な深みを持つ幻想的な句風。句集に『烏宙論』『流灌頂』『蝶座』などがある。

## 句
春や佐保路普賢の象に乗る夢も